# 발리우스
발리우스(영어:Balius)는 스타크래프트 2 종족인 테란의 유닛이다. 스타크래프트 2의 캠페인과 협동전에서만 등장하는 유닛이다. 

## 특징
발리우스는 스타크래프트 2에서 새롭게 추가된 유닛으로 대천사의 강화형 유닛이 되며 테란의 강력한 최종 병기 중에 하나인 유닛이 된다. 일반 대천사에 비해서도 더욱 월등한 능력치를 가진 유닛으로서 유닛의 체력이 3000으로 높고 기본 공격력도 40으로 높은 편인 유닛이기에 지상전에선 저글링을 상대로도 강한 면모를 보여주는 유닛이다. 또한 전투기 모드나 돌격 모드도 모두 공대공 공격, 공대지 공격, 지대지 공격, 지대공 공격이 모두 되며 이는 바이킹보다도 훨씬 강력한 장점으로 작용한다. 또한 광역 공격도 가능하기에 그만큼 강력한 테란의 최종 병기가 된다. 발리우스는 대천사와 같이 특수한 경우에서만 생산이 가능하며 스타크래프트 2의 캠페인과 협동전에선 대천사의 후계 기종으로 등장한 기체라는 설정으로 등장하게 된다.

## 같이 보기
- 스타크래프트
- 테란